# Verkeerslichtcoalitie

Ampel is het Duitse woord voor verkeerslicht

Met een verkeerslichtcoalitie bedoelt men het samengaan in een coalitie van drie politieke partijen, die als kleuren rood, geel en groen hebben. In praktijk komt dit veelal neer op een verbond tussen een sociaaldemocratische, een liberale en een ecologistische partij. De term is vooral in Duitsland (Ampelkoalition) en in het Verenigd Koninkrijk (traffic light coalition) in gebruik.

## Duitsland
In Duitsland slaat Ampelkoalition op een coalitie tussen SPD, FDP en Bündnis 90/Die Grünen. Anders dan in Nederland en België heeft de Duitse liberale FDP geel als kleur, in Nederland en België kent men blauw voor de liberale partijen.

### Nationaal
Tot 2021 was er in Duitsland nog nooit een driepartijencoalitie op nationaal niveau aangetreden. Na de Bondsdagverkiezingen 2021 lukten het SPD, FDP en de Groenen om een regeerakkoord te sluiten, dat op 24 november 2021 werd gepresenteerd. Daarmee werd verliezer CDU/CSU sinds het aantreden van Angela Merkel in 2005 naar de oppositiebanken verwezen.
Het kabinet-Scholz werd begin december 2021 beëdigd, maar kwam in 2024 ten val door onenigheid tussen de regeringspartijen. De grootste twistpunten waren het financieren van ambitieuze klimaatmaatregelen, waarin de FDP solide financieel beleid voorstelde en De Groenen ambitie wilden tonen op klimaatgebied.

### Deelstaten
Een dergelijke combinatie kwam voor het eerst in Brandenburg aan de macht in 1990 en regeerde er tot 1994. Van 1991 tot 1995 had ook Bremen een verkeerslichtcoalitie. 
Daarna werd op deelstaatniveau lange tijd niet meer door deze constellatie geregeerd. In 2012 probeerden de drie partijen in Noordrijn-Westfalen een coalitie te vormen, maar dat mislukte. In 2016 lukte het in Rijnland-Palts wel om een Ampelkoalition tot stand te brengen, die daar vijf jaar later opnieuw de voorkeur kreeg.
In Baden-Württemberg had in 2021 ook een verkeerslichtcoalitie gevormd kunnen worden, maar minister-president Winfried Kretschmann gaf de voorkeur om verder te regeren met de CDU (groen-zwart). 
| Termijn    | Deelstaat      | Minister-president                                                   | Zetelverdeling                    | Meerderheid     |
| ---------- | -------------- | -------------------------------------------------------------------- | --------------------------------- | --------------- |
| 1990–1994  | Brandenburg    | Manfred Stolpe (SPD)                                                 | SPD (36), FDP (6), Bündnis 90 (6) | 48 / 88 zetels  |
| 1991–1995  | Bremen         | Klaus Wedemeier (SPD)                                                | SPD (41), Grüne (11), FDP (10)    | 62 / 100 zetels |
| 2016–2021  | Rijnland-Palts | Malu Dreyer (SPD)                                                    | SPD (39), FDP (7), Grüne (6)      | 52 / 101 zetels |
| sinds 2021 | Rijnland-Palts | Malu Dreyer (SPD) (tot 2024) Alexander Schweitzer (SPD) (sinds 2024) | SPD (39), Grüne (10), FDP (6)     | 55 / 101 zetels |

### Dänen-Ampel
Een bijzondere vorm van een stoplichtcoalitie is de Dänen-Ampel. Deze coalitie kan alleen voorkomen in de noordelijke deelstaat Sleeswijk-Holstein. SPD en Groenen regeren dan niet met de liberale FDP, maar met Südschleswigscher Wählerverband (SSW). De kleur geel van de liberalen wordt hierbij vervangen door het donkerblauw van SSW, waardoor een rood-blauw-groene coalitie wordt gevormd. Hierbij slaat Denemarken op SSW, de partij van Deense en Friese minderheden. 
Zo'n coalitie is slechts één keer op deelstaatniveau voorgekomen, dat was in de periode 2012 tot 2017. 

## Verenigd Koninkrijk
In het Verenigd Koninkrijk komt een traffic light coalition neer op een verbond tussen Labour, de Liberal Democrats en de Green Party of England and Wales. Door het Engelse kiesstelsel komen coalities in het Britse Lagerhuis normaliter niet voor; Britse verkeerslichtcoalities kunnen in principe dus enkel op andere bestuursniveaus bestaan. Er regeert sinds 2019 een verkeerslichtcoalitie in de gemeenteraad van Lancaster. Na de verkiezing voor het Schots Parlement in 2003 werd de verkeerslichtcoalitie overwogen; deze optie is echter niet doorgegaan.

## België
De Regering Verhofstadt I was een coalitie tussen onder anderen socialisten, liberalen en groenen. Daar de Open VLD en MR echter niet geel maar blauw zijn, stond deze regering bekend als ‘paarsgroen’.